# 29e division de fusiliers (2e formation)
Pour les articles homonymes, voir 29e division.
La 29e division de fusiliers (en russe : 29-я стрелковая дивизия), est une grande unité d'infanterie de l'Armée rouge pendant la Seconde Guerre mondiale.

## Historique
Elle est créée dans le district militaire d'Asie centrale en décembre 1941 sous le nom de 459e division de fusiliers puis renumérotée 29e division de fusiliers le même mois. 
Après sa formation, elle est constituée des unités suivantes : 
- 106e régiment de fusiliers,
- 128e régiment de fusiliers,
- 299e régiment de fusiliers,
- 77e régiment d'artillerie.

Elle est engagée au combat à partir du 12 juillet 1943, avec la 64e armée du front de Stalingrad. 
Retirée du combat le 5 février 1943, elle est transformée en 72e division de fusiliers de la Garde le 1er mars 1943.